# Werauhia burgeri
Werauhia burgeri là một loài thuộc chi Werauhia. Đây là loài bản địa của Costa Rica.